# Bandar Lampung
Bandar Lampung (dawniej niderl. Oosthaven) – miasto w Indonezji w południowej części Sumatry nad cieśniną Sundajską. Ośrodek administracyjny prowincji Lampung. Współrzędne geograficzne 5°27′S 105°17′E/-5,450000 105,283333. Prawie 1,1 mln mieszkańców (2020).
Powstało z połączenia miast Tanjungkarang i Telukbetung. Telukbetung jest portem morskim obsługującym wywóz kauczuku, kawy, kory chinoinowej i włókien roślinnych, natomiast Tanjungkarang leży w głębi lądu i jest ośrodkiem administracyjnym.
Miasto pełni głównie funkcje administracyjne i usługowe, mniej niż 20% ludności utrzymuje się z pracy w przemyśle i rolnictwie; intensywny rozwój wskutek realizacji rządowego programu migracji ludności w celu odciążenia najbardziej przeludnionych wysp Jawa i Bali. Ważny węzeł komunikacyjny, początek autostrady Trans-Sumatra wybudowanej w 1913 r., port lotniczy Radin Inten II Airport. Siedziba rzymskokatolickiej diecezji Tanjungkarang.
W 1883 oba miasta zostały poważnie zniszczone wskutek erupcji wulkanu Krakatau, zasypane popiołem wulkanicznym a Telukbetung także zalane falą powstałą po wybuchu.